# سيفيرين لوثي
سيفيرين لوثي (ولد في 5 يناير 1976، في سويسرا). هو مدرب كرة مضرب. وهو يدرب المنتخب السويسري لكرة المضرب، وأصبح لاحقاً مدرباً لللاعب السويسري روجر فيدرير.

## روابط خارجية
- سيفيرين لوثي على موقع رابطة محترفي التنس (الإنجليزية)
- سيفيرين لوثي على موقع الاتحاد الدولي لكرة المضرب (الإنجليزية)
- سيفيرين لوثي على موقع خلاصة التنس.كوم (الإنجليزية)

- صفحته على موقع credit-suisse